# WTA Finals 2019 - Doppio
Il doppio del WTA Finals 2019 è un torneo di tennis facente parte del WTA Tour 2019. Per la prima volta dal 2015 si torna al formato del round robin.
Tímea Babos e Kristina Mladenovic erano le detentrici del titolo e sono riuscite a difenderlo superando in finale Hsieh Su-wei e Barbora Strýcová con il punteggio di 6–1, 6–3.

## Giocatrici
1. Elise Mertens /  Aryna Sabalenka (round robin)
2. Hsieh Su-wei /  Barbora Strýcová (finale)
3. Tímea Babos /  Kristina Mladenovic (campionesse)
4. Gabriela Dabrowski /  Xu Yifan (round robin)

1. Chan Hao-ching /  Latisha Chan (round robin)
2. Barbora Krejčíková /  Kateřina Siniaková (round robin)
3. Samantha Stosur /  Zhang Shuai (semifinale)
4. Anna-Lena Grönefeld /  Demi Schuurs (semifinale)

### Riserve
1. Nicole Melichar /  Květa Peschke (non hanno giocato)

## Tabellone

### Legenda
| - Q = Qualificato - WC = Wild card - LL = Lucky loser | - ALT = Alternate - SE = Special Exempt - PR = Protected Ranking | - w/o = Walkover - r = Ritirato - d = Squalificato |

### Fase finale
|  | Semifinali | Semifinali                       | Semifinali                       | Semifinali | Semifinali |  |  | Finale | Finale                          | Finale                          | Finale | Finale |  |
|  |            |                                  |                                  |            |            |  |  |        |                                 |                                 |        |        |  |
|  | 3          | Tímea Babos Kristina Mladenovic  | 1                                | 6          | [10]       |  |  |        |                                 |                                 |        |        |  |
|  | 7          | Samantha Stosur Zhang Shuai      | 6                                | 4          | [8]        |  |  | 3      | Tímea Babos Kristina Mladenovic | Tímea Babos Kristina Mladenovic | 6      | 6      |  |
|  | 8          | Anna-Lena Grönefeld Demi Schuurs | Anna-Lena Grönefeld Demi Schuurs | 1          | 2          |  |  | 2      | Barbora Strýcová Hsieh Su-wei   | Barbora Strýcová Hsieh Su-wei   | 1      | 3      |  |
|  | 2          | Barbora Strýcová Hsieh Su-wei    | Barbora Strýcová Hsieh Su-wei    | 6          | 6          |  |  |        |                                 |                                 |        |        |  |

### Gruppo Rosso
|   |                                  | Mertens Sabalenka | Babos Mladenovic | Chan             | Grönefeld Schuurs | RR V-P     | Set V-P   | Game V-P    | Classifica |
| 1 | Elise Mertens Aryna Sabalenka    |                   | 6–4, 2–6, [5–10] | 7–6(5), 6–4      | 5–7, 6–1, [7–10]  | 1–2 (33%)  | 4–4 (50%) | 32–30 (52%) | 3          |
| 3 | Tímea Babos Kristina Mladenovic  | 4–6, 6–2, [10–5]  |                  | 6–2, 5–7, [10–6] | 7–5, 6–2          | 3–0 (100%) | 6–2 (75%) | 36–24 (60%) | 1          |
| 5 | Chan Hao-ching Latisha Chan      | 6(5)–7, 4–6       | 2–6, 7–5, [6–10] |                  | 2–6, 4–6          | 0–3 (0%)   | 1–6 (14%) | 25–37 (40%) | 4          |
| 8 | Anna-Lena Grönefeld Demi Schuurs | 7–5, 1–6, [10–7]  | 5–7, 2–6         | 6–2, 6–4         |                   | 2–1 (67%)  | 4–3 (57%) | 28–30 (48%) | 2          |

La classifica viene stilata in base ai seguenti criteri: 1) Numero di vittorie; 2) Numero di partite giocate; 3) Scontri diretti (in caso di due giocatori pari merito); 4) Percentuale di set vinti o di game vinti (in caso di tre giocatori pari merito); 5) Decisione della commissione

### Gruppo Viola
|   |                                       | Hsieh Strýcová   | Dabrowski Xu     | Krejčíková Siniaková | Stosur Zhang     | RR V-P    | Set V-P   | Game V-P    | CLassifica |
| 2 | Hsieh Su-wei Barbora Strýcová         |                  | 6–2, 4–6, [9–11] | 6–2, 1–6, [10–5]     | 6–4, 4–6, [10–5] | 2–1 (67%) | 5–4 (56%) | 29–27 (52%) | 1          |
| 4 | Gabriela Dabrowski Xu Yifan           | 2–6, 6–4, [11–9] |                  | 4–6, 2–6             | 6–4, 4–6, [5–10] | 1–2 (33%) | 3–5 (37%) | 25–33 (43%) | 4          |
| 6 | Barbora Krejčíková Kateřina Siniaková | 2–6, 6–1, [5–10] | 6–4, 6–2         |                      | 3–6, 6(7)–7      | 1–2 (33%) | 3–4 (43%) | 29–27 (52%) | 3          |
| 7 | Samantha Stosur Zhang Shuai           | 4–6, 6–4, [5–10] | 4–6, 6–4, [10–5] | 6–3, 7–6(7)          |                  | 2–1 (67%) | 5–3 (63%) | 34–30 (53%) | 2          |

La classifica viene stilata in base ai seguenti criteri: 1) Numero di vittorie; 2) Numero di partite giocate; 3) Scontri diretti (in caso di due giocatori pari merito); 4) Percentuale di set vinti o di game vinti (in caso di tre giocatori pari merito); 5) Decisione della commissione